# 라이즈맨
《라이즈맨》은 스튜디오 도파라가 제작한 대한민국의 애니메이션으로, 2024년 12월 3일부터 KBS 2TV에서 방영 중이다.

## 방송 일시
| 방송 채널 | 방송일            | 방송 시간        |
| --------- | ----------------- | ---------------- |
| KBS 2TV   | 2024년 12월 3일 ~ | 매주 화 오후 5시 |

## 등장 인물
- 스콧(Scott)
- V
- 리사(Lisa)
- 밥(Bob)
- 안나(Anna)
- 토니(Tony)
- 바바라(Babara)

## 목소리 출연
- 이주승: 스콧
- 김혜성: V, 단, 키메라 성인
- 채민지: 리사
- 신용우: 밥, 그라프, 진, SS
- 이새벽: 안나, 도로시, 잭, 아베르트
- 이장원: 토니, 리치맨
- 정유정: 바바라
- 안효민: X 본부장

## 제작진
- 책임: 이태헌
- 프로듀서 연출: 황정인, 박창
- 감독, 편집: 김진철
- 기획, 원작, 제작: 스튜디오 도파라
- 제작총괄: 이희승
- 슈퍼바이저총괄: 정성호
- 글로벌사업총괄: 홍예진
- 시나리오, 각본: 코바야시 유지 허성진 고은섭 박준규
- 스토리보드 슈퍼비이저: 김성경
- 스토리보드: 류제경 이의국(쏘울크리에이티브)
- 슈퍼바아저: 박찬신 디자인
- 디자인: 조연우, 서유연
- 애니메이션 슈퍼바아저: 이성국 김민성
- 사운드 슈퍼바이저, 음악감독: 정지훈
- 음악: 이희승, 정지훈, 백인보, 김상우, 알레힌드로 곤잘레스, 멜로 줄리안, 피카도
- 모댈링, 텍스터: 강선웅, 이은호, 한누리, 조준형, 강정은
- 리깅: 이정훈 하태성 박병섭
- 테크니컬 프로그래머: 김동화
- 이펙트 슈퍼바이저: 김은호
- 랜더링 슈퍼바이저: 조성복
- 랜더링: 김지원, 박혜안, 손은진
- 레벨링: 최상현, 이승은, 노승택
- 애니메이션: 신은정, 김채원, 권수빕, 유사아, 이원종, 신채하, 웨일 라이트, 라운드 박스, 모션 서커스, 엔스파이어
- 이펙트: 권용욱, 손진하, 이지원
- 효과음: 알레한드로 골잘레스, 멜로, 김상우, 차기은
- 믹싱, 마스터링: 알레한드로 골잘레스 멜로
- 사업전략기획총괄: 최홍제
- 사업전략기획: 차은영
- 한국영업총괄: 김기태
- 마케팅디자이너: 이영춘
- 경영지원 총괄: 이호경
- 제작협력: 피티도파라 인도네시아 언리언 엔진
- 한국콘텐츠진홍원 제작지원
- 홈페이지제작: 정상빈(KBS미디어)
- 종합편집: 이수은
- 자막디자인: 황은서
- 조연출: 차한결
- 기획: KBS
- 제작: 스튜디오 도파라

## 방영 목록
| 화차 | 주제                                                   | 방송 일자                        |
| ---- | ------------------------------------------------------ | -------------------------------- |
| 1화  | 신인 히어로 등장                                       | 2024년 12월 3일2024년 12월 10일  |
| 2화  | 우주에서 온 독니                                       | 2024년 12월 17일2024년 12월 24일 |
| 3화  | 환상의 다이아몬드                                      | 2024년 12월 31일2025년 1월 7일   |
| 4화  | 습격! 스트리밍 외계인                                  | 2025년 1월 14일2025년 1월 21일   |
| 5화  | 표류하는 은하반점                                      | 2025년 2월 4일2025년 2월 11일    |
| 6화  | 독니와의 결전(전편)                                    | 2025년 2월 18일2025년 2월 25일   |
| 7화  | 독니와의 결전(후편)행정 잠입 조사(전편)                | 2025년 3월 4일2025년 3월 11일    |
| 8화  | 행정 잠입 조사(후편)거울로부터의 초대(전편)            | 2025년 3월 18일2025년 3월 25일   |
| 9화  | 거울로부터의 초대(후편)강철의 창조주(전편)             | 2025년 4월 1일2025년 4월 8일     |
| 10화 | 강철의 창조주(후편)우주쓰레기에 사랑을 담아(전편)      | 2025년 4월 15일2025년 4월 22일   |
| 11화 | 우주쓰레기에 사랑을 담아(후편)괴물을 키우는 소년(전편) | 2025년 4월 29일2025년 5월 6일    |
| 12화 | 괴물을 키우는 소년(후편)지구 최강의 로봇(전편)         | 2025년 5월 13일2025년 5월 20일   |
| 13화 | 지구 최강의 로봇(후편)                                 | 2025년 5월 27일2025년 6월 10일   |
| 14화 | 도로시의 방문                                          | 2025년 6월 17일2025년 6월 24일   |
| 15화 | 반복되는 하루                                          | 2025년 7월 1일2025년 7월 8일     |
| 16화 | 2천만 광년 너머에서 온 손님                            | 2025년 7월 15일2025년 7월 22일   |
| 17화 | 바다의 요정                                            | 2025년 7월 29일2025년 8월 5일    |
| 18화 | 게임 속 세계                                           | 2025년 8월 19일2025년 8월 26일   |

## 결방 및 편성안내
- 2025년 1월 28일: 설날연휴의 관계로 인해 결방했다.
- 2025년 6월 3일: 제21대 대통령 선거의 관계로 인해 결방했다.
- 2025년 8월 12일: 2025 프로야구: 롯데 VS 한화 대전의 관계로 인해 결방했다.